# L'Enfant du cirque (film, 1923)
Pour les articles homonymes, voir L'Enfant du cirque et Circus Days.
Pour plus de détails, voir Fiche technique et Distribution.
L'Enfant du cirque (Circus Days) est un film américain réalisé par Edward F. Cline, sorti en 1923.
Le film était présumé perdu jusqu'en 2010, mais une copie a été retrouvée dans les archives russes, et le film a été présenté à la Bibliothèque du Congrès en octobre 2010 .

## Synopsis
Toby Tyler, un petit garçon, fuit son oncle qui le maltraite, et se retrouve dans un cirque où il travaille comme serveur de limonade. Petit à petit, son talent est reconnu, et il devient une des vedettes du cirque.

## Fiche technique
- Titre : L'Enfant du cirque
- Titre original : Circus Days
- Réalisation : Edward F. Cline
- Scénario :  Edward F. Cline d'après le roman Toby Tyler: or, Ten Weeks With a Circus de James Otis Kaler
- Photographie : Frank B. Good, Robert Martin
- Montage : Irene Morra
- Production : Sol Lesser Productions
- Distribution : Associated First National Pictures
- Pays d'origine :  États-Unis
- Langue : film muet avec les intertitres en anglais
- Format : Noir et blanc — 35 mm — 1,33:1 — Muet
- Genre : Comédie dramatique
- Durée : 60 minutes
- Dates de sortie : 
  - États-Unis : 30 juillet 1923
  - France : 3 octobre 1924

## Distribution
- Jackie Coogan : Toby Tyler
- Barbara Tennant : Ann Tyler
- Russell Simpson : Eben Holt
- Claire McDowell : Martha
- Cesare Gravina : Luigi, le Clown
- Peaches Jackson : Jeannette
- Sam De Grasse : Lord
- DeWitt Jennings : Daly
- Nellie Lane
- William Barlow